# Madrasa Abdoullaziz Khan
La madrasa Abdoullaziz Khan è una vecchia madrasa di Bukhara in Uzbekistan. Come la maggior parte delle parti storiche della città, si tratta di un sito Patrimonio dell'Umanità dall'Unesco.

## Storia

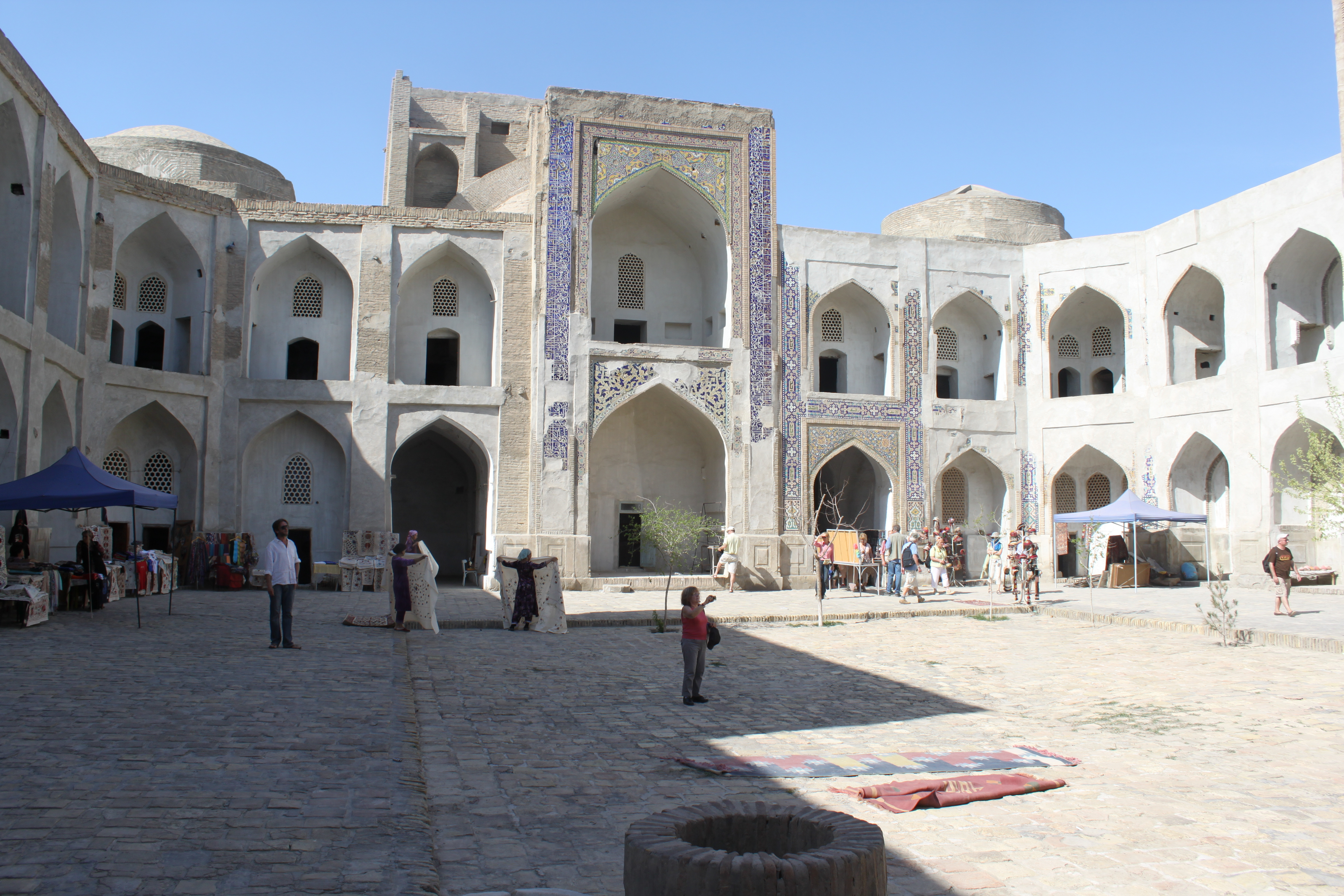
corte interna

Prende il nome dal suo fondatore sciita, Abdoullaziz Khan (1614-1683) che la realizzò nel 1652-1654. Fa parte di un complesso architettonico assieme alla madrasa Ulugh Beg (1417), di fronte al bazar orientale dei gioiellieri. La sua decorazione esterna è in parte incompiuta perché Khan venne detronizzato così come la decorazione della madrasa non è stato completata e l'architetto non ha terminato il progetto.

## Descrizione
Il portale, o pishtak e i portali che si affacciano sul cortile interno sono rivestiti con piastrelle blu e giallo (la luce gialla viene in questo caso utilizzata per la prima volta a Bukhara) dove ci sono dei motivi tradizionali, come il vaso della felicità.
La madrasa è decorata con mosaici, maioliche in rilievo, piastrelle smaltate, scolpite in marmo, affreschi in alabastro, ghanch(legno intagliato) e foglie d'oro. Si tratta di un vertice dell'arte architettonica in Asia centrale. Si può notare, in contrasto con la tradizione architettonica islamica, delle rappresentazioni figurative e un maggiore realismo nella decorazione floreale e vegetale. L'altro esempio di raffigurazioni a Bukhara in un edificio religioso si trovano presso la madrasa Nadir Divanbegi.
Oltre alle celle e alle aree comuni, la madrasa comprende una piccola moschea invernale e estiva. La madrasa dispone inoltre di un caminetto, che era una novità per l'epoca. Oggi, la madrasa ospita dei negozi di souvenir, tessuti e tappeti.

## Galleria d'immagini

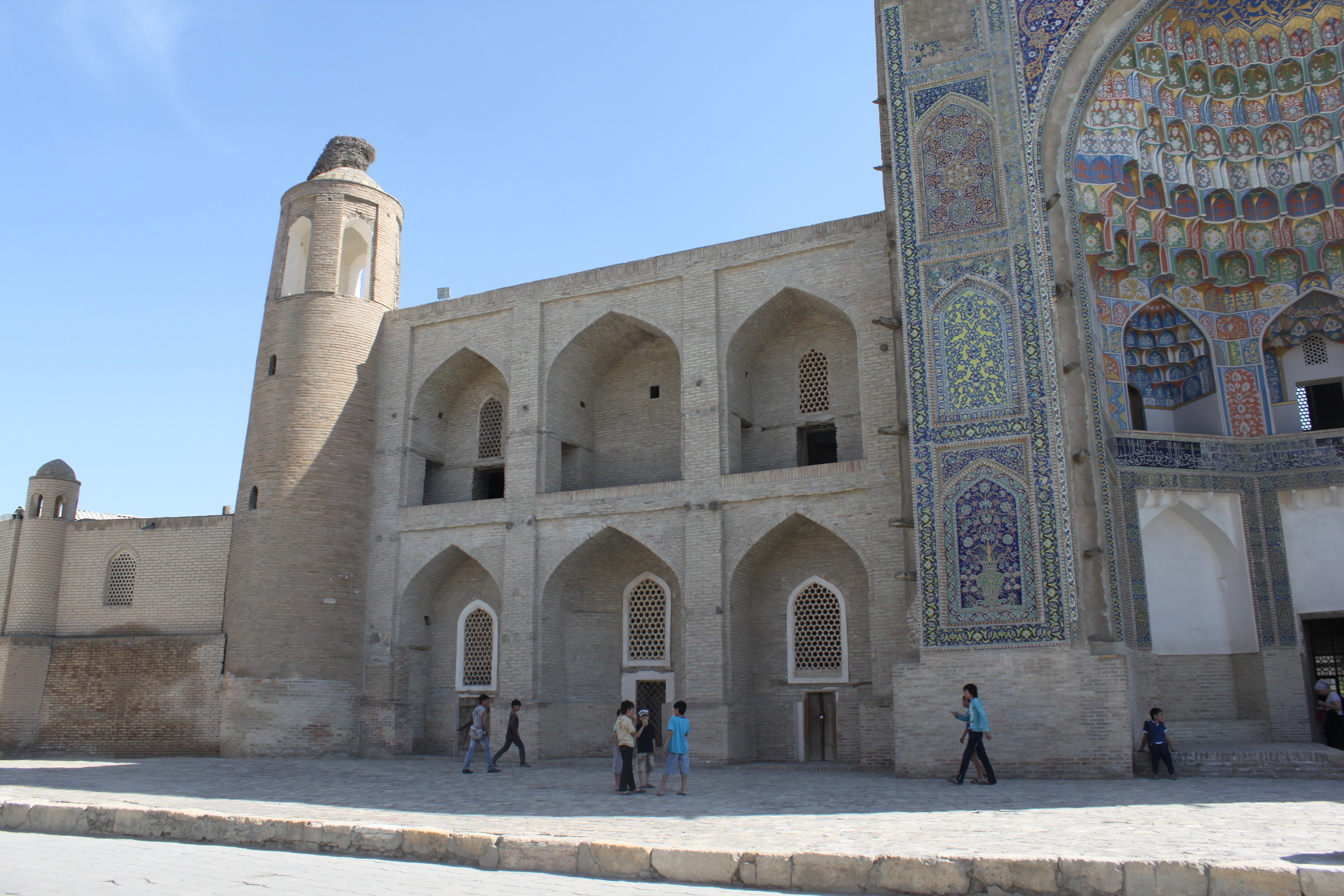
Veduta della facciata
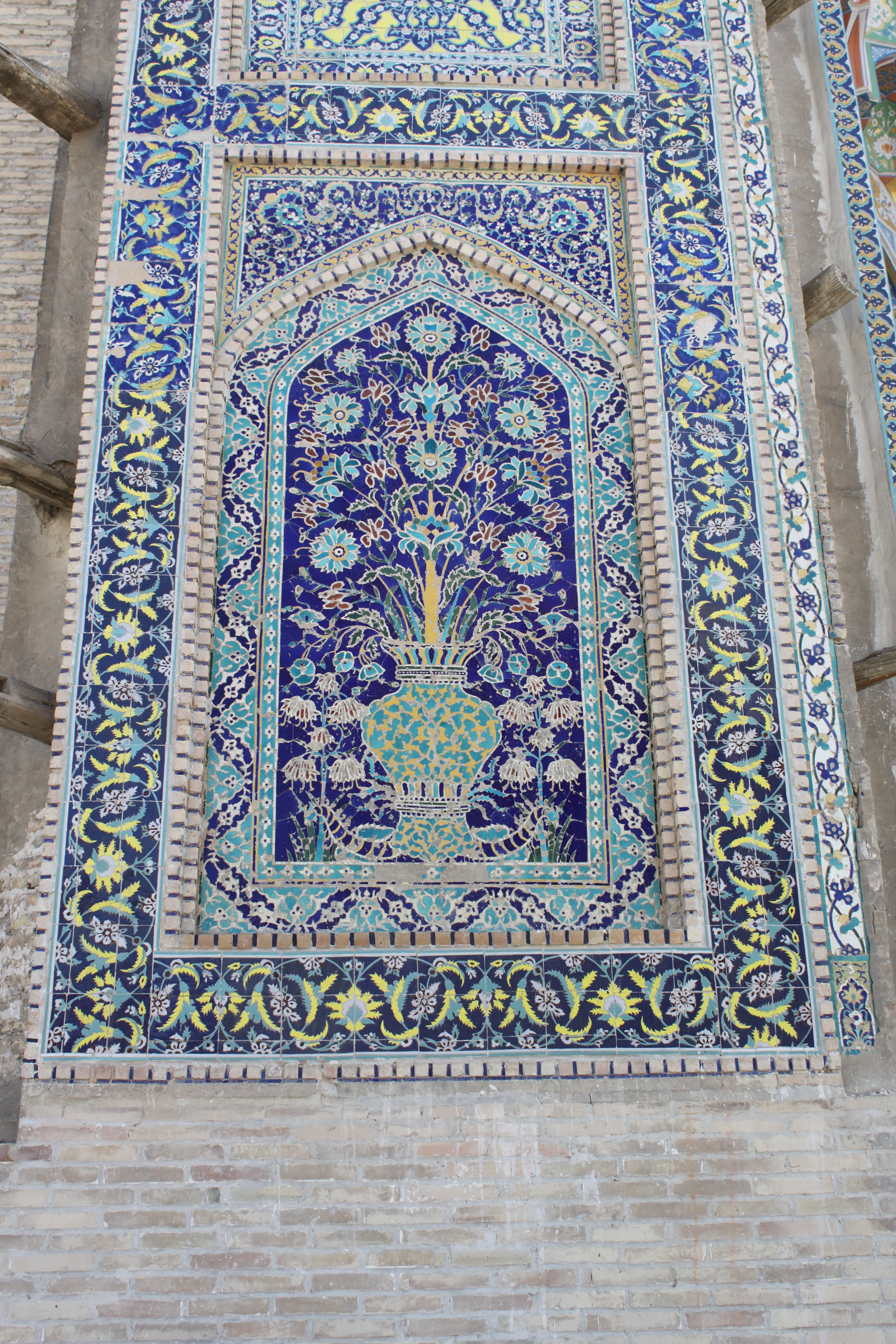
Dettaglio del vaso della felicità nella parte sinistra del pishtak.
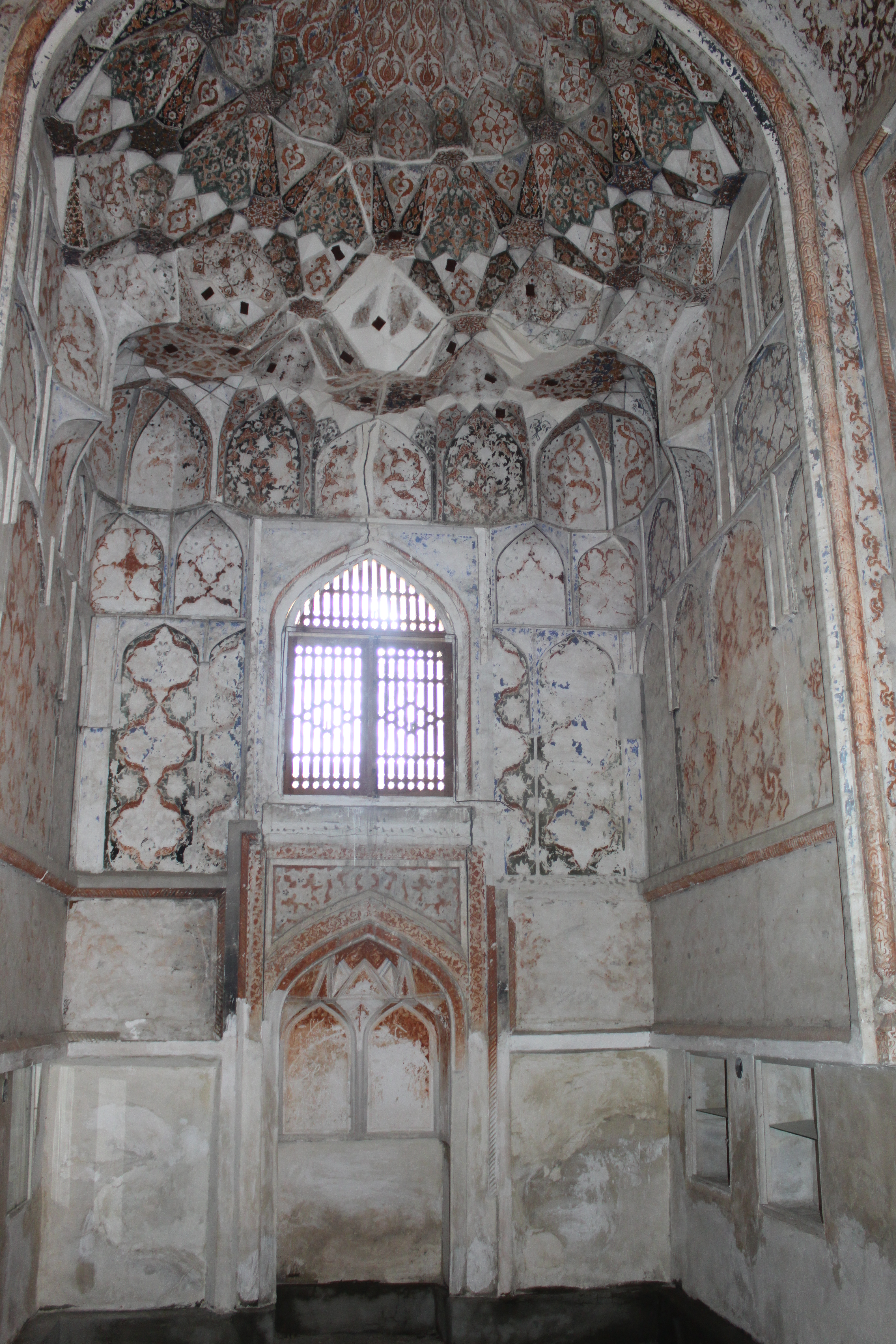
Vista del mihrab della moschea inverno
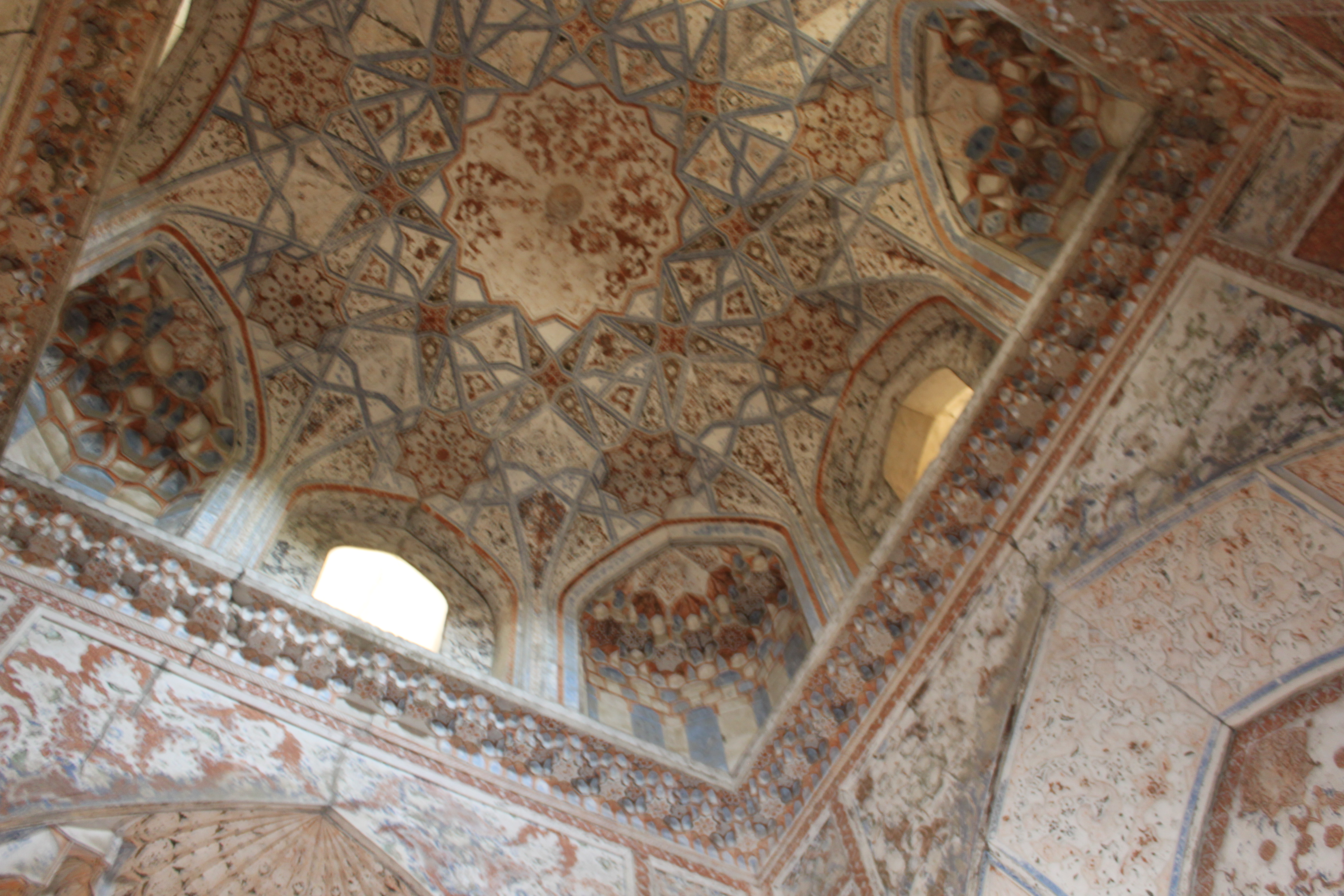
Particolare del soffitto moschea di inverno
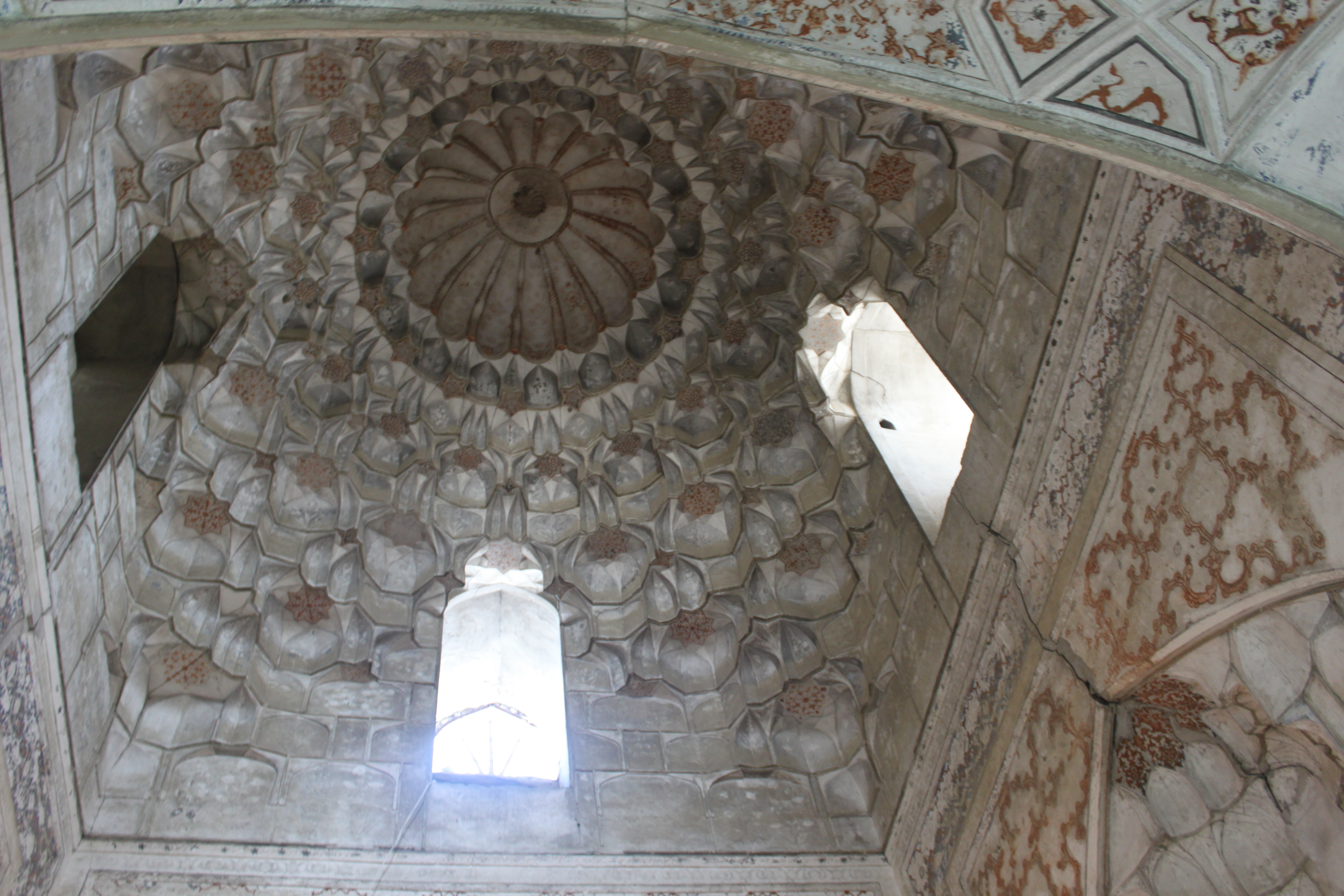
Particolare del soffitto di una sala studio (darskhaneh) a cupola
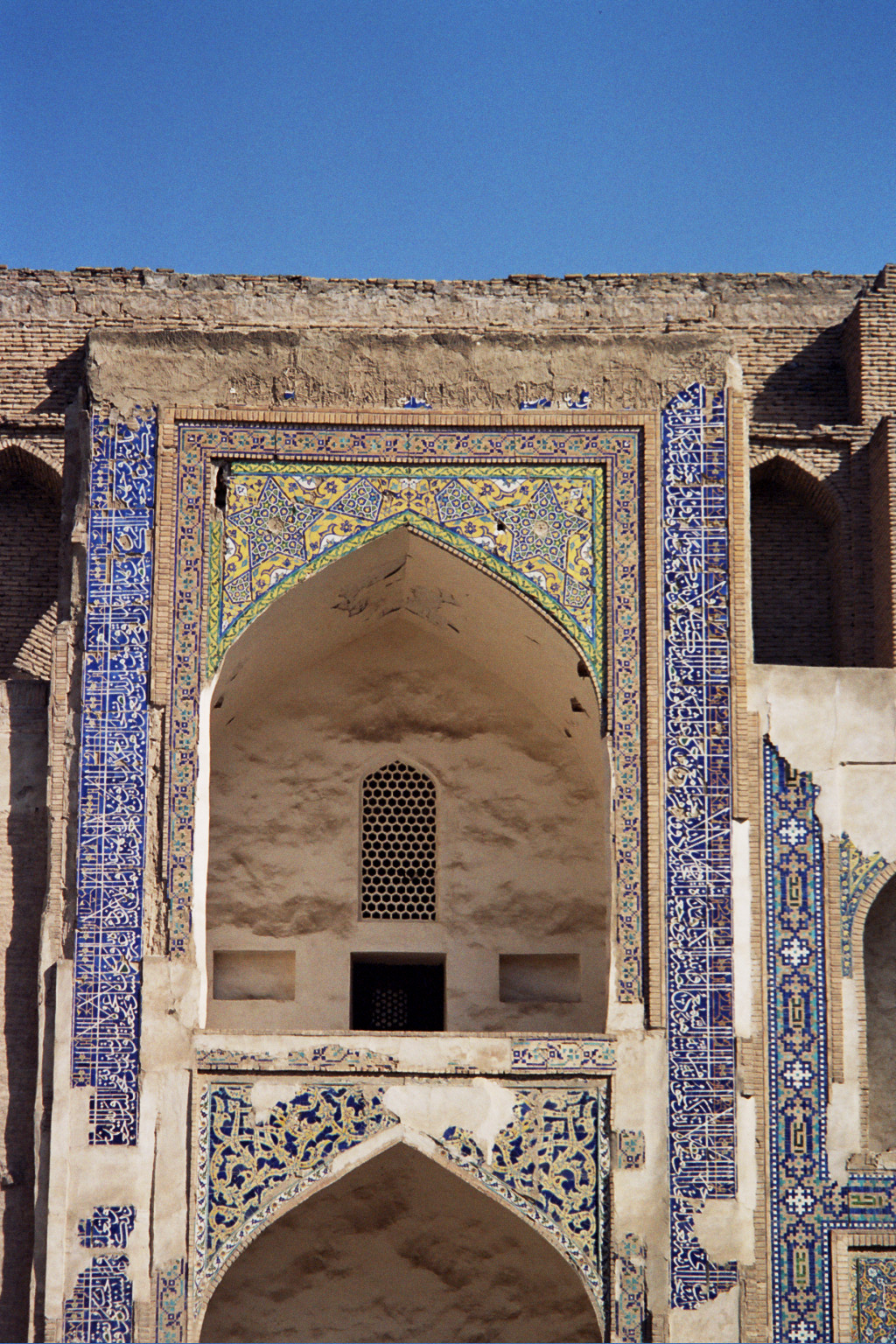
Vista di una loggia con le celle